# 組み立てパズル
組み立てパズル（くみたてパズル）は、大小さまざまなサイズまたは形状の部品を組み合わせて目的の形状を作るパズルの一種である。立方体を単位とした形状をしている部品からなるものが多い。
なお、平面のものは組み立てパズルとはいわないことが多い。

## 組木
日本の伝統的な木工品に組み木パズルがある。
組木には主に以下の2つがある。
- 棒状のパーツが互いに交わっている物。
- 物（動物・建造物など）をかたどった物。

いずれも、
- 完成しているものをすべて分解する。
- バラバラの状態から組上げる。

という2つの問題を有している。

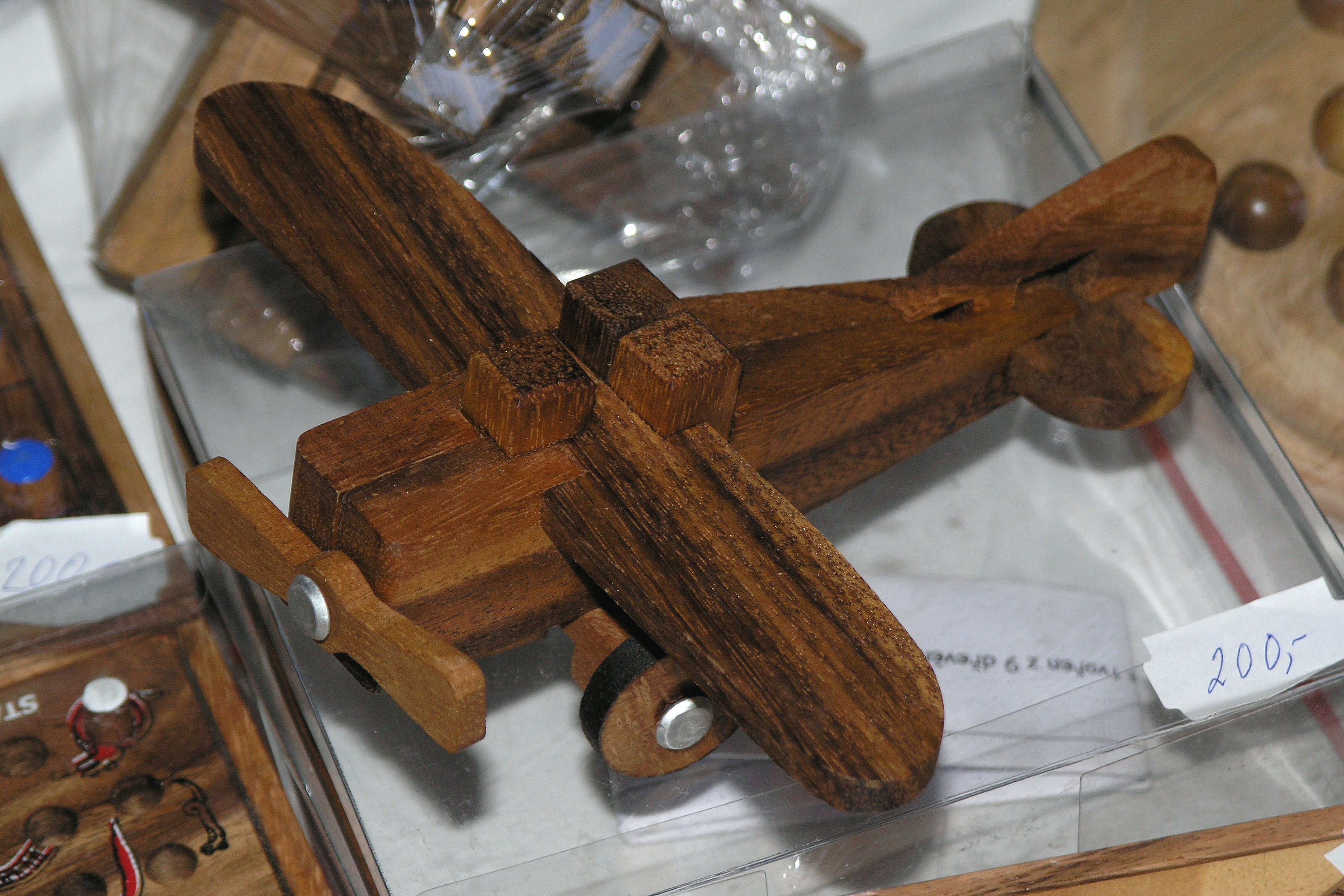
飛行機の形の組み木

産地として、神奈川県箱根町、島根県益田市匹見町が有名である。
箱根町のものは、箱根細工という名前で知られている。